# روبرت إليس (ممثل مواليد 1892)
روبرت إليس (بالإنجليزية: Robert Ellis)‏ مواليد 27 يونيو 1892 في بروكلين، نيويورك، الولايات المتحدة - الوفاة 29 ديسمبر 1974 في سانتا مونيكا، الولايات المتحدة، هو ممثل ومخرج وكاتب سيناريو أمريكي بدأ مسيرته الفنية سنة 1913. شارك في قرابة 166 فيلما. امتدت مسيرته الفنية لأكثر من 37 عاما.

## الأعمال
- مرحا فريسكو مرحا
- بيتر بان

## روابط خارجية
- روبرت إليس على موقع IMDb (الإنجليزية)
- روبرت إليس على موقع ألو سيني (الفرنسية)
- روبرت إليس على موقع أول موفي (الإنجليزية)
- روبرت إليس على موقع قاعدة بيانات برودواي على الإنترنت (الإنجليزية)
- روبرت إليس على موقع قاعدة بيانات الأفلام السويدية (السويدية)
- روبرت إليس على موقع قاعدة بيانات الفيلم (الإنجليزية)
- روبرت إليس على موقع كينوبويسك (الروسية)